# جاكوب زيمرمان
جاكوب زيمرمان هو محرر وناشر وصحفي وسياسي أمريكي، ولد في 27 سبتمبر 1831 في غرينسبورج في الولايات المتحدة، وتوفي في 24 مارس 1912 في ماونت كرمل في الولايات المتحدة. نشط حزبياً في الحزب الديمقراطي. وقد انتخب عضو مجلس نواب إلينوي ‏.